# SOS (ABBA)
SOS (ook uitgebracht als S.O.S.) is een nummer van de Zweedse popgroep ABBA, de tweede single van hun album ABBA uit 1975. In juni dat jaar werd het nummer wereldwijd op vinylsingle uitgebracht en in 1999 op cd-single.
Het nummer, dat eerst Turn me on zou heten, werd ook opgenomen door Agnetha Fältskog als solo-artiest. Zij zong het nummer in het Zweeds op haar solo-album Elva kvinnor i ett hus (1975).

## Achtergrond
SOS is geschreven door Benny Andersson, Björn Ulvaeus en manager Stig Anderson. Die laatste koos de titel. De teksten die hij had aangeboden, werden herschreven door Ulvaeus. SOS hoorde bij de eerste drie nummers die werden opgenomen voor het album ABBA.
Ondanks de aanstekelijkheid van het nummer, werd het niet de eerste single. In Zweden werd gekozen voor So long, in Europa voor I do I do I do I do I do.
SOS heeft vele fans in de muziekwereld: John Lennon en Pete Townshend hebben allebei verklaard dat het een van hun favoriete popplaten was.
De plaat werd een wereldwijde hit, echter bereikte deze in thuisland Zweden de hitlijsten niet. In o.a. Australië, Nieuw-Zeeland, Zuid-Afrika en Duitsland werd de nummer 1-positie behaald. In de VS werd de 15e positie bereikt, Canada de 9e, Rhodesië de 2e, Ierland de 4e en in het Verenigd Koninkrijk de 6e positie in de UK Singles Chart. In 2001 bereikte de plaat in Japan de 15e positie in de Oricon hitlijst. 
In Nederland was de plaat op donderdag 5 juni 1975 Alarmschijf op de befaamde  donderdag bij destijds de TROS op Hilversum 3 en werd een gigantische hit in de destijds twee hitlijsten op de nationale publieke popzender. De plaat bereikte de nummer 2-positie in zowel de Nederlandse Top 40 met dj Ferry Maat bij de TROS als in de Nationale Hitparade met dj Felix Meurders bij de NOS.
In België bereikte de plaat de  nummer 1-positie in zowel de voorloper van de Vlaamse Ultratop 50 als de Vlaamse Radio 2 Top 30. In Wallonië werd de 4e positie behaald.

## Hitnoteringen

### Nederlandse Top 40
| Positie: | 18 | 7 | 2 | 2 | 3 | 5 | 9 | 16 | 31 | 40 | uit |

### Nationale Hitparade
| Positie: | 17 | 5 | 2 | 2 | 3 | 5 | 12 | 18 | 29 | uit |

### Vlaamse Ultratop 50 en Vlaamse Radio 2 Top 30
| Positie: | 14 | 2 | 1 | 1 | 3 | 2 | 4 | 9 | 17 | 27 | uit |

### Evergreen Top 1000
| Evergreen Top 1000 "SOS" | Evergreen Top 1000 "SOS" | Evergreen Top 1000 "SOS" | Evergreen Top 1000 "SOS" | Evergreen Top 1000 "SOS" | Evergreen Top 1000 "SOS" | Evergreen Top 1000 "SOS" | Evergreen Top 1000 "SOS" | Evergreen Top 1000 "SOS" | Evergreen Top 1000 "SOS" | Evergreen Top 1000 "SOS" |
| Jaar                     | 2008                     | 2009                     | 2010                     | 2011                     | 2012                     | 2013                     | 2014                     | 2015                     | 2016                     | 2017                     |
| ------------------------ | ------------------------ | ------------------------ | ------------------------ | ------------------------ | ------------------------ | ------------------------ | ------------------------ | ------------------------ | ------------------------ | ------------------------ |
| Positie                  | -                        | -                        | -                        | -                        | -                        | -                        | 665                      | 885                      |                          |                          |

### NPO Radio 2 Top 2000
| Nummer met noteringen in de NPO Radio 2 Top 2000 | '99 | '00 | '01 | '02 | '03 | '04 | '05 | '06  | '07  | '08 | '09  | '10  | '11  | '12  | '13  | '14  | '15  | '16  | '17  | '18  | '19  | '20  | '21  | '22 | '23 | '24 |
| ------------------------------------------------ | --- | --- | --- | --- | --- | --- | --- | ---- | ---- | --- | ---- | ---- | ---- | ---- | ---- | ---- | ---- | ---- | ---- | ---- | ---- | ---- | ---- | --- | --- | --- |
| SOS                                              | 463 | 640 | 530 | 731 | 728 | 940 | 942 | 1175 | 1098 | 949 | 1082 | 1053 | 1206 | 1377 | 1570 | 1665 | 1725 | 1727 | 1617 | 1277 | 1384 | 1263 | 1071 | 980 | 975 | 918 |

1. ↑  Een vetgedrukt getal geeft de hoogste notering aan.

## Versie van Agnetha Fältskog
SOS werd uitgebracht als tweede single van haar vijfde Zweedse solo-album Elva kvinnor i ett hus (Elf vrouwen in één huis). Het was het enige nummer van het album dat Fältskog niet zelf had geschreven.
Ondanks het feit dat Fältskog het nummer nooit gepromoot heeft in Zweden, behaalde het toch een vierde plaats in de Zweedse hitlijst. De B-kant van het nummer, Visa I Åttonde Månaden (lied in de achtste maand), was een persoonlijk nummer. Het werd gecomponeerd tijdens de zwangerschap van Fältskog in 1973, toen ze zwanger was van dochter Linda Ulvaeus.

## Trivia
- Het nummer komt voor in de musical Mamma Mia!. Het wordt gezongen door Sam en Donna, die allebei nog steeds verliefd zijn op de ander, terwijl die ander dat (in hun ogen) niet door heeft. In de film Mamma Mia! wordt het nummer gezongen door Pierce Brosnan en Meryl Streep.